# سلطان غنیمان المطیری
سلطان غنیمان المطیری (انگلیسی: Sultan Ghunaiman؛ زادهٔ ۱۳ سپتامبر ۱۹۸۹) یک ورزشکار اهل عربستان سعودی است.